# Montipora orientalis
Espèce
Statut de conservation UICN

 VU A4c : Vulnérable
Statut CITES
Montipora orientalis est une espèce de coraux appartenant à la famille des Acroporidae.